# Innenleben (Film)
Innenleben (Originaltitel: Interiors) ist der erste Spielfilm von Woody Allen, der als ernsthaftes Drama angelegt wurde. Der Film entstand in enger Anlehnung an die Werke des schwedischen Regisseurs Ingmar Bergman, der als der Lieblingsregisseur Woody Allens gilt. Innenleben kann als filmischer Wendepunkt in Woody Allens Schaffen bezeichnet werden.

## Handlung
Die Innenarchitektin Eve und der Rechtsanwalt Arthur sind ein Ehepaar im fortgeschrittenen Alter. Ihre drei Töchter Flyn, Joey und Renata sind dem Elternhaus entwachsen und führen ihre eigenen Leben. Arthur beschließt, sich von seiner Ehefrau vorübergehend zu trennen, um in Griechenland Klarheit über seine weiteren Lebensziele zu gewinnen. Die Entscheidung führt dazu, dass die eingefahrenen Familienstrukturen durcheinandergeraten. Joey gibt ihren Job als Lektorin auf und ist fest entschlossen, ihr ungeborenes Kind abzutreiben. Renata, die innerfamiliäre Rivalitäten mit Joey auszutragen hat, gerät in eine Ehekrise, da ihr Mann mit seinem Werk als Schriftsteller unzufrieden ist. Die verlassene Eve führt einen Selbstmordversuch durch, der allerdings scheitert. Arthur eröffnet seinen Töchtern, dass er sich von Eve scheiden lassen möchte und die etwas naive Mittsechzigerin Pearl heiraten will. Pearl wird von den Töchtern Joey und Renata in der Familie nicht akzeptiert. Trotzdem heiratet Arthur sie in Anwesenheit seiner Töchter. In der Nacht der Hochzeitsfeier geschieht die Tragödie: Die verlassene Eve dringt in das Haus ein und spricht mit Joey. Eve verschwindet daraufhin übereilt und setzt ihrem Leben in der Brandung des Meeres selbst ein Ende.

## Hintergründe
- Woody Allen trat in diesem Film erstmals nicht selbst als Schauspieler in Erscheinung, sondern war ausschließlich für Drehbuch und Regie verantwortlich.
- Innenleben war Allens erster Film nach seinem großen Erfolg Der Stadtneurotiker.
- Vielen Anhängern Allens gilt der Film als problematisch, da er komödiantische Elemente strikt ausklammert und sich auf die Tiefenstruktur der Charaktere und ihrer zwischenmenschlichen Beziehungen konzentriert.
- Allen gestand in einem Interview mit dem schwedischen Filmemacher Stig Björkman, dass er aus heutiger Sicht den Film in vielen Teilen anders angelegt hätte.
- Der Film verzichtet fast gänzlich auf Filmmusik. Vielmehr spielen natürliche Geräusche wie Wellenrauschen und Wind eine wichtige Rolle. Auch dies war ein Novum im Schaffen des Filmemachers.
- Innenleben war für fünf Oscars nominiert.
- Die Hamburger Indierockband Jullander benannte ihr Album Interiors von 2003 nach dem Originaltitel des Films und geht im Titeltrack auch auf die Story des Dramas ein.
- Die Indierockband Death Cab for Cutie schrieb ein Lied namens Death of an Interior Decorator (erschienen 2003 auf dem Album Transatlanticism) über die Handlung des Films.

## Kritiken
„Brillantes und beklemmendes Familien-Psychogramm, grandios in der Kleinarbeit mit den Schauspielern und ebenso in den Bildern.“